# Soyuz T-10-1
Soyuz T-10a (também conhecida como Soyuz 7K-ST No.16L ou Soyuz T-10-1), foi uma missão mal sucedida da Soyuz com objetivo de visitar a estação espacial Salyut 7, ocupada pela Soyuz T-9. Entretanto, ela jamais terminou sua contagem regressiva; o foguete foi destruído por um incêndio na plataforma de lançamento no dia 26 de setembro de 1983. O sistema de escape no lançamento da Soyuz foi disparado seis segundos antes do veículo explodir, salvando a tripulação. Foi a primeira utilização do sistema de escape no lançamento com uma tripulação.

## Tripulação

Sequência de aborto

| Posição           | Cosmonauta        |
| ----------------- | ----------------- |
| Comandante        | Vladimir Titov    |
| Engenheiro de voo | Gennady Strekalov |

Suplentes
| Posição           | Cosmonauta        |
| ----------------- | ----------------- |
| Comandante        | Leonid Kizim      |
| Engenheiro de voo | Vladimir Solovyov |

## Eventos

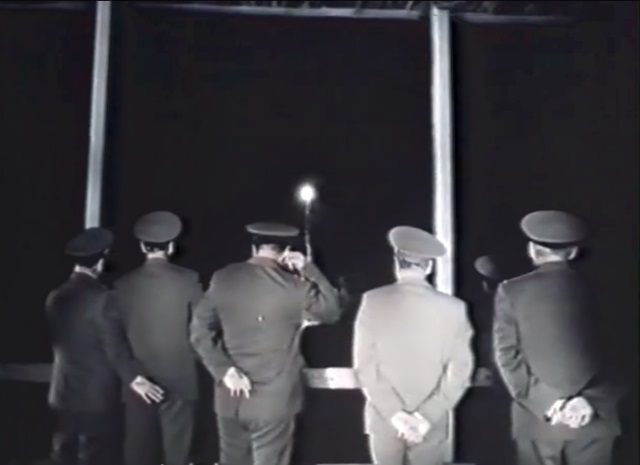
A Soyuz escapa por pouco do desastre

A tripulação estava na plataforma esperando o término do abastecimento do Soyuz-U antes do lançamento. Aproximadamente 90 segundos antes do lançamento, uma válvula defeituosa fez com que o gás de nitrogênio entrasse na turbo bomba RP-1 do propulsor do Bloco B. A bomba começou a girar, mas sem propelente, a velocidade de rotação rapidamente ultrapassou o seu limite projetado, fazendo com que ela se rompesse, causando um vazamento do RP-1 e iniciasse um incêndio que logo engoliu a base do veículo. Titov e Strekalov não podiam ver o que ocorria no exterior, mas sentiram vibrações estranhas e perceberam que algo estava errado. O controle de solo ativou o sistema de escape, mas os cabos já estavam queimados e a tripulação nem podia ativar ou controlar o sistema. O comando reserva por rádio para disparar o sistema de escape requeria que dois operadores independentes um do outro recebessem comandos em separado e que reagissem em até 5 segundos, o que levou vários segundos para ocorrer. Então, os parafusos explosivos dispararam para separar o módulo de reentrada do módulo de serviço e a coifa superior da inferior. O motor do sistema de escape foi disparado, arrastando o módulo de habitação e de reentrada dentro da coifa superior, livres do foguete e numa aceleração entre 14 e 17g por cinco segundos. De acordo com Titov: "Sentíamos o foguete balançando. Então houve uma vibração repentina e uma sensação de agito quando o sistema de escape foi ativado".
Pouco após a torre de escape afastar o módulo de reentrada, o foguete explodiu. Seus restos queimaram na plataforma por quase 20 horas. Quatro grid fins no exterior da coifa foram abertos e o módulo de reentrada separou-se do de habitação numa altitude de 950 metros, se separando da coifa. O módulo de reentrada descartou seu escudo térmico, expondo os retropropulsores sólidos e liberando um paraquedas de emergência. O pouso ocorreu 4 quilômetros da plataforma. Os dois tripulantes estavam gravemente feridos devido a aceleração, mas estavam também com boa saúde e não precisavam de nenhuma atenção médica. Quando as equipes de resgate chegaram, eles logo pediram por cigarros para se acalmarem, além de receberem doses de vodka.
O resultado imediato do evento foi a impossibilidade de substituir a Soyuz T-9 acoplada na Salyut 7. Isso fez com que a mídia sombriamente falasse sobre os cosmonautas abordo da Salyut 7 (que haviam chegado meses antes) estavam "presos" no espaço, incapazes de retornar. A TASS deu poucos detalhes, somente falando que houve um acidente na plataforma e que os cosmonautas foram resgatados pelo sistema de escape. Somente anos depois, durante a glasnot que a história completa do evento foi revelada ao mundo. Anos depois, numa entrevista ao History Channel sobre o voo, Titov alegou que a primeira ação da tripulação depois do disparo do sistema de escape foi o de desligar o gravador do cockpit, pois, de acordo com ele, "Estávamos xingando".